# Головний госпіталь
«Головний госпіталь» (англ. General Hospital) — довготривала американська денна телевізійна мильна опера, яка виходить на каналі ABC з 1 квітня 1963 року. Серіал включений в «Книгу рекордів Гіннесса» як найдовша американська мильна опера в історії після серіалів «Дороговказне світло» і «Як обертається світ». Шоу також є найтривалішим проєктом, що знімається в Голлівуді, а також найтривалішим проєктом каналу ABC.
Шоу було створено чоловіком та дружиною сценаристами Франком і Доріс Герслі, які вигадали місто Порт Чарльз та лікарню загального типу, внаслідок чого з'явилася назва General Hospital.
Серіалу належить рекорд за кількістю нагород «Еммі» в категорії «Найкращий драматичний серіал» — десять перемог. Популярність серіалу призвела до створення декількох іноземних адаптацій та спінофів.
Телесеріал досяг своєї рейтингової вершини на початку 1980-х завдяки популярності героїв Люка та Лаури (Ентоні Гирі і Джені Френсіс), чиє весілля в 1981 році дивилося більше 30 мільйонів глядачів, що є абсолютним рекордом в історії мильних опер.
У 2003 році «TV Guide» присвоїв шоу титул «Найбільшої мильної опери всіх часів». У 2007 році журнал «Time» включив серіал до списку «Сто кращих телешоу в історії».
З 17 вересня 2010 року серіал є найстарішою американської мильною оперою. 14 квітня 2011 року ABC оголосив про скасування серіалів «Всі мої діти» і «Одне життя, щоб жити», залишивши лише Загальну лікарню в якості єдиної мильної опери каналу.

## Актори і персонажі
В алфавітному порядку

### Поточний основний склад
| Актор                | Персонаж            | Тривалість                             |
| -------------------- | ------------------- | -------------------------------------- |
| Старр Меннінг        | Даміан Спінеллі     | 2006—                                  |
| Брендон Бараш        | Джонні Заккагара    | 2007—                                  |
| Моріс Бернар         | Сонні Коринтос      | 1993-97, 1998—                         |
| Шон Блекмор          | Шон Батлер          | 2011—                                  |
| Чад Дюэл             | Майкл Коринтос      | 2010—                                  |
| Майкл Істон          | Джон Макбейн        | 2012—                                  |
| Джейн Елліот         | Трейсі Куартермайн  | 1978-81, 1989-93, 1996, 2003—          |
| Ненсі Лі Гран        | Алексіс Девіс       | 1996—                                  |
| Ребекка Герпст       | Елізабет Веббер     | 1997—                                  |
| Роджер Говарт        | Тодд Меннінг        | 2012—                                  |
| Фінола Г'юз          | Ганна Дівейн        | 1985-91, 1995, 2006, 2007, 2008, 2012— |
| Шон Канан            | Ей Джей Куартермайн | 1993-97, 2012—                         |
| Ліза Лоцицеро        | Олівія Фалценелли   | 2008—                                  |
| Келлі Монако         | Сем Морган          | 2003—                                  |
| Назанін Бон'яді      | Лейла Мір           | 2007—2009                              |
| Ліндсей Морган       | Крістін Девіс       | 2012—                                  |
| Скотт Рівз           | Стівен Веббер       | 2009—                                  |
| Марк Ентоні Семюелел | Фелікс Дюбуа        | 2012—                                  |
| Кірстен Стормс       | Максі Джонс         | 2005-11, 2012—                         |
| Келлі Салліван       | Кейт Говард         | 2011—                                  |
| Джейсон Томпсон      | Патрік Дрейк        | 2005—                                  |
| Ерік Вальдес         | Трей Мітчел         | 2012—                                  |
| Лора Райт            | Карлі Джекс         | 2005—                                  |
| Джон Дж. Йорк        | Мак Скорпіо         | 1991—                                  |
| Домінік Зампрогна    | Данте Фалценелли    | 2009—                                  |